# Arcesio
Arcesio (in greco antico: Ἀρκείσιος?) o anche Arcisio, come è altrettanto consueta la forma di Archesio o Arcesiade è un personaggio della mitologia greca, figlio di Cefalo e di Procri, oppure secondo altri autori, di Zeus e di Eurodia.

## Mitologia
Zeus diede alla sua discendenza una linea di figli unici, infatti ebbe come figlio solo Laerte, che a sua volta ebbe Ulisse il quale come unico discendente ebbe Telemaco. 

Sua moglie (e madre di Laerte) fu Calcomedusa.

## Pareri secondari
Secondo un'altra versione della leggenda sua madre era un'orsa e da qui l'origine del suo nome.

## Etimologia
Il suo nome si ricollega al greco e significa "orsa".